# Babenhausen (Hessen)
Babenhausen település Németországban, Hessen tartományban. Lakosainak száma 17 579 fő (2023. december 31.). Babenhausen Rodgau, Seligenstadt, Mainhausen, Stockstadt am Main, Großostheim, Schaafheim, Groß-Umstadt, Münster és Eppertshausen községekkel határos.

## Fekvése
Seligenstadttól délre, a Grünz partján fekvő település.

## Története
Babenhausen már a 14. században mint város volt említve, ennek ellenére sok utcája máig falusias jellegű. 
A városképet a Fuggerek hatalmas várkastélya uralja, mely jelenlegi alakját 1543-ban kapta.

## Nevezetességek
- Fuggerek várkastélya (Fuggerschloss)
- Múzeum (Fuggermuseum) - A várban található kis múzeumban a Fugger család története és tárgyi emlékei láthatók.
- Kastélypark
- Szt. András plébániatemplom - gótikus falai a városfalak közé illeszkednek. Oltárán egy 14. századi madonna is fennmaradt. Falába beépítve pedig a Rechberg-család gótikus síremléke látható.

## Galéria

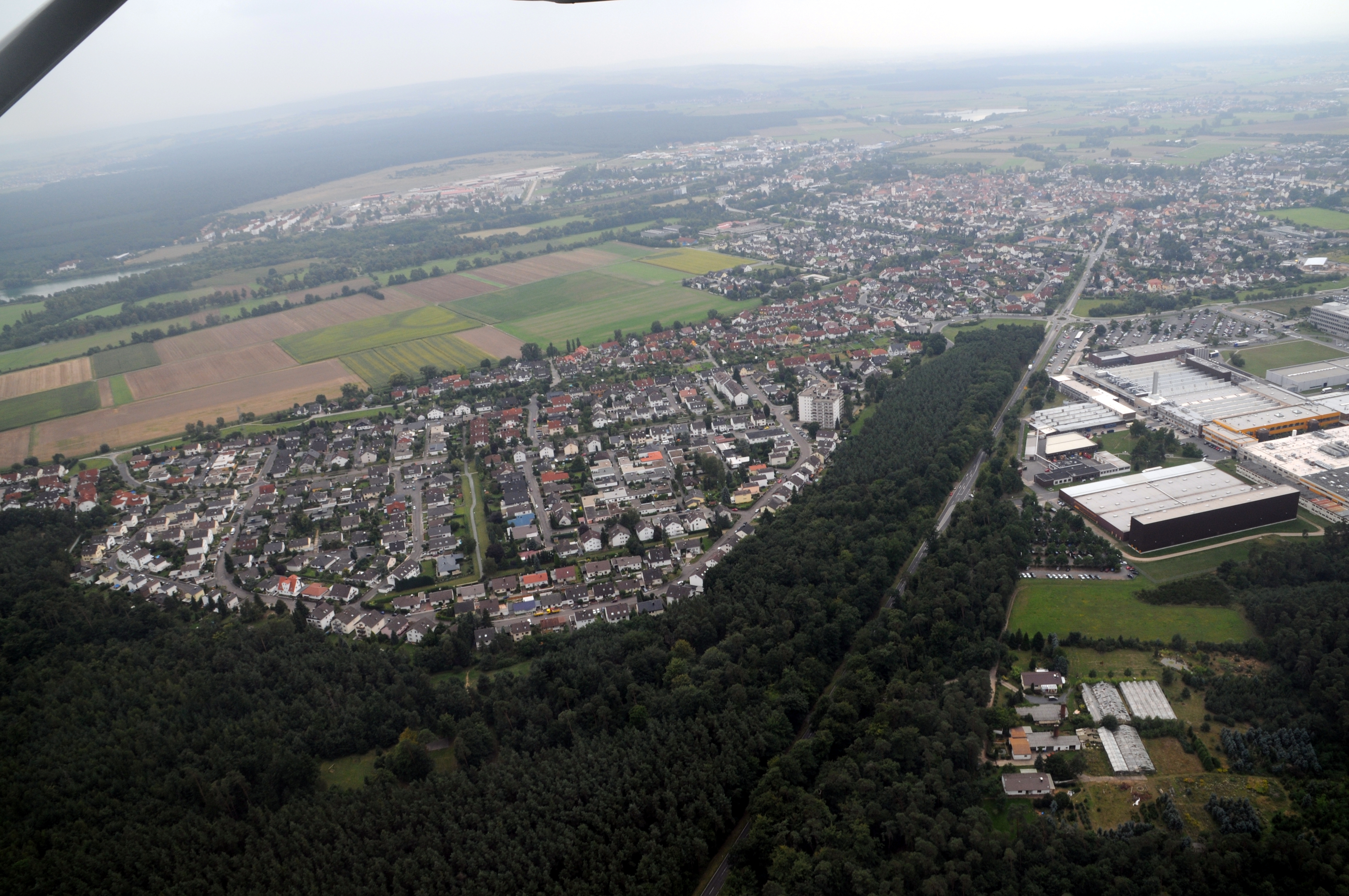
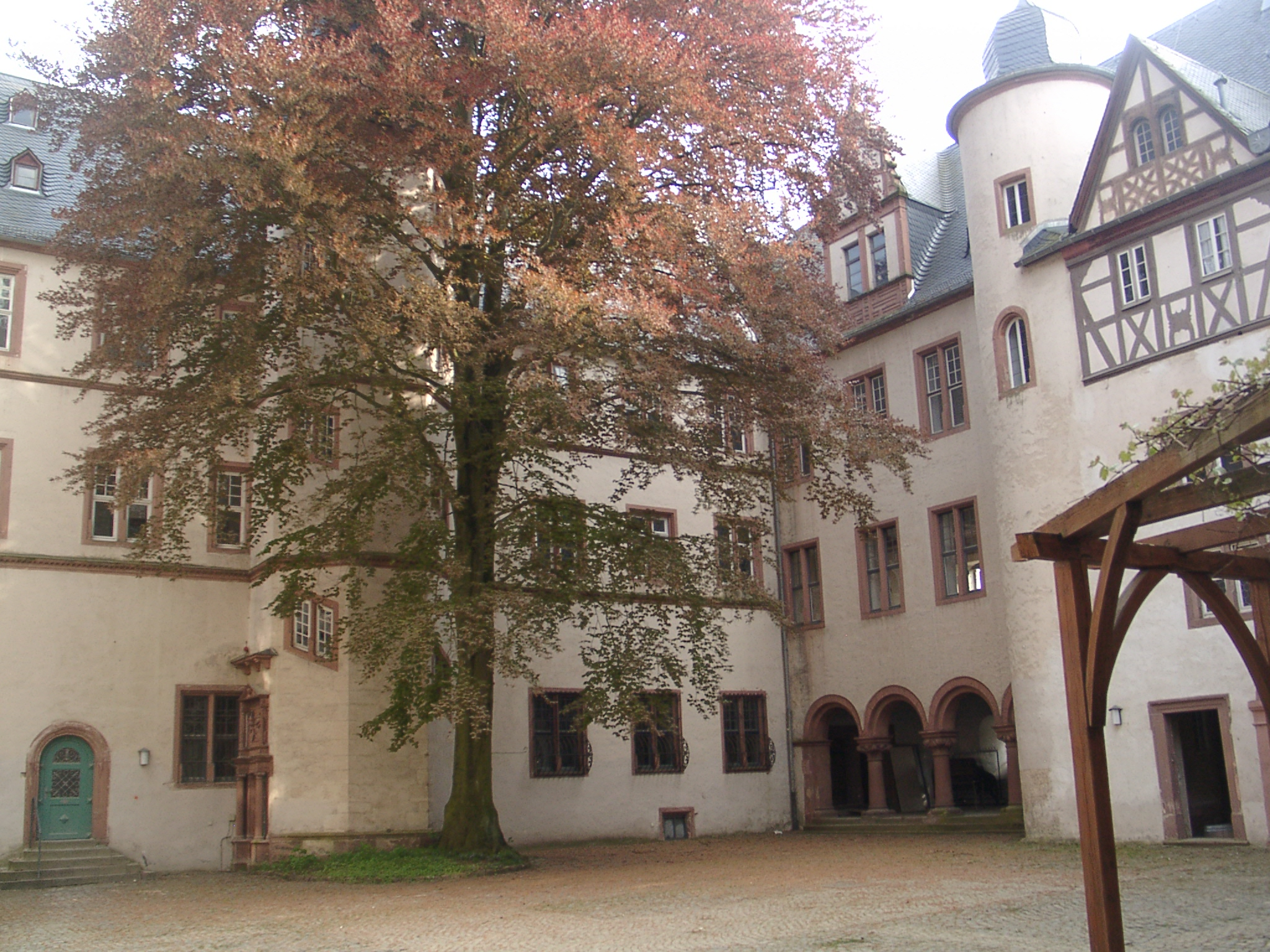
Kastély
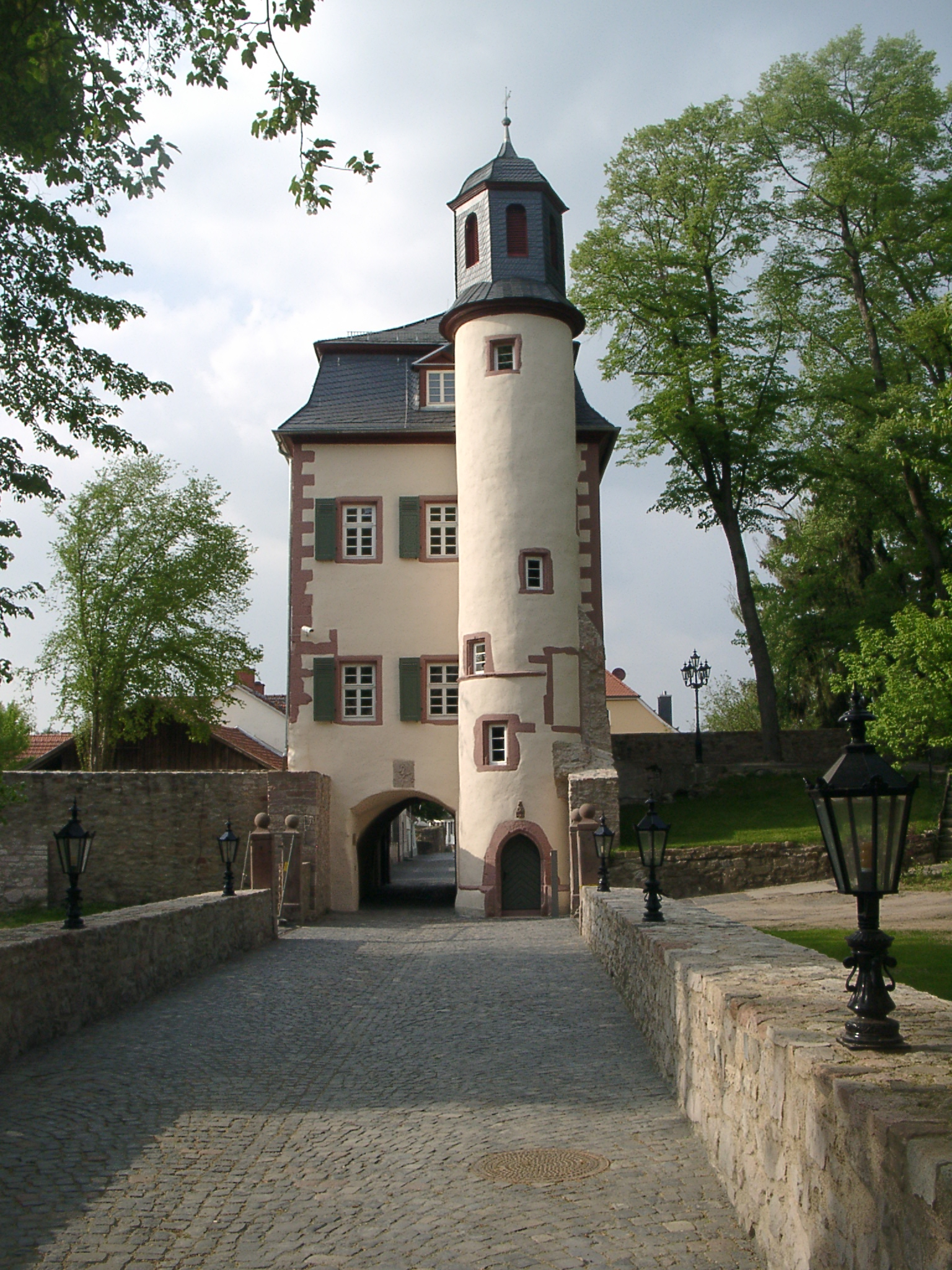
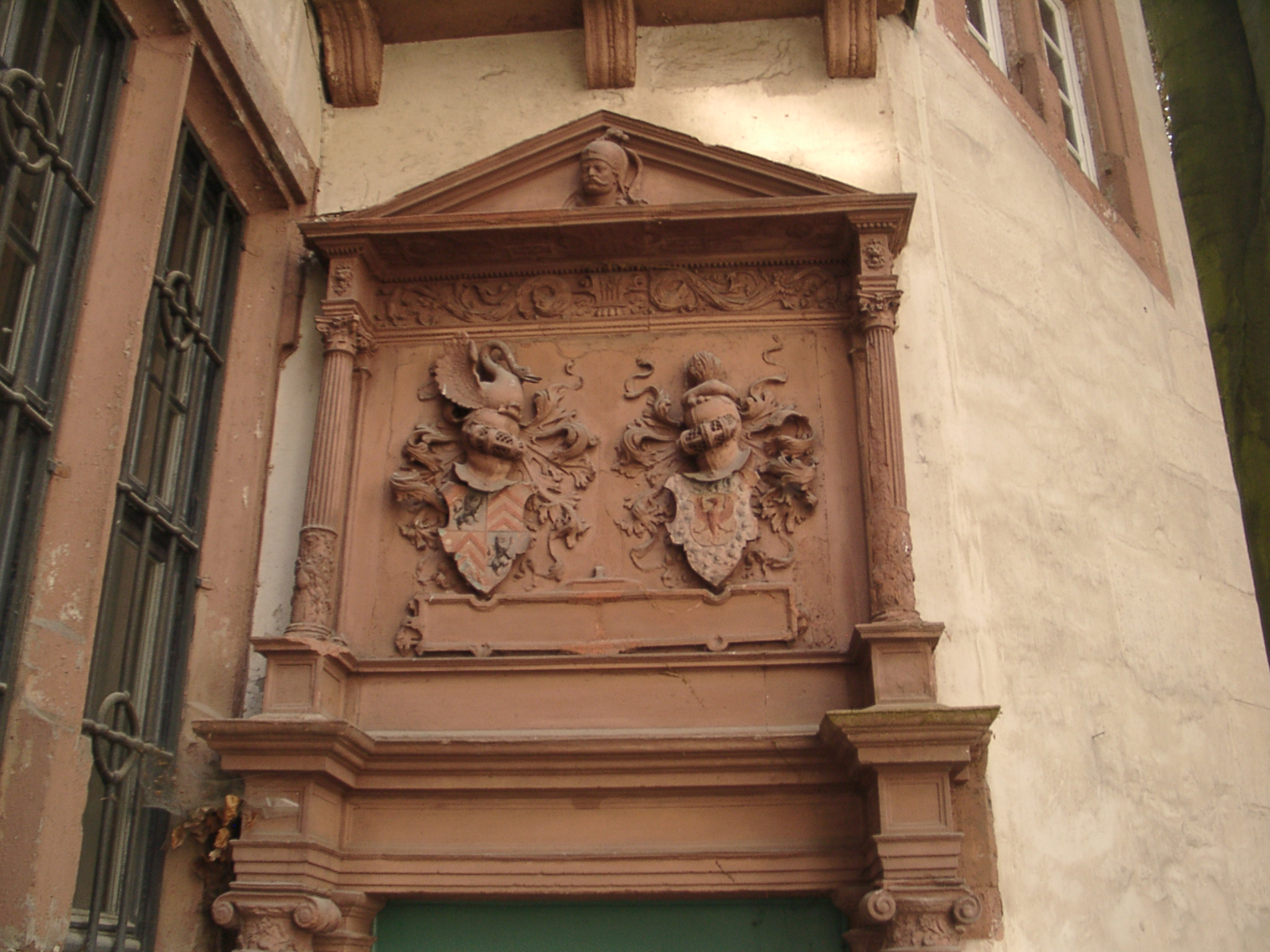
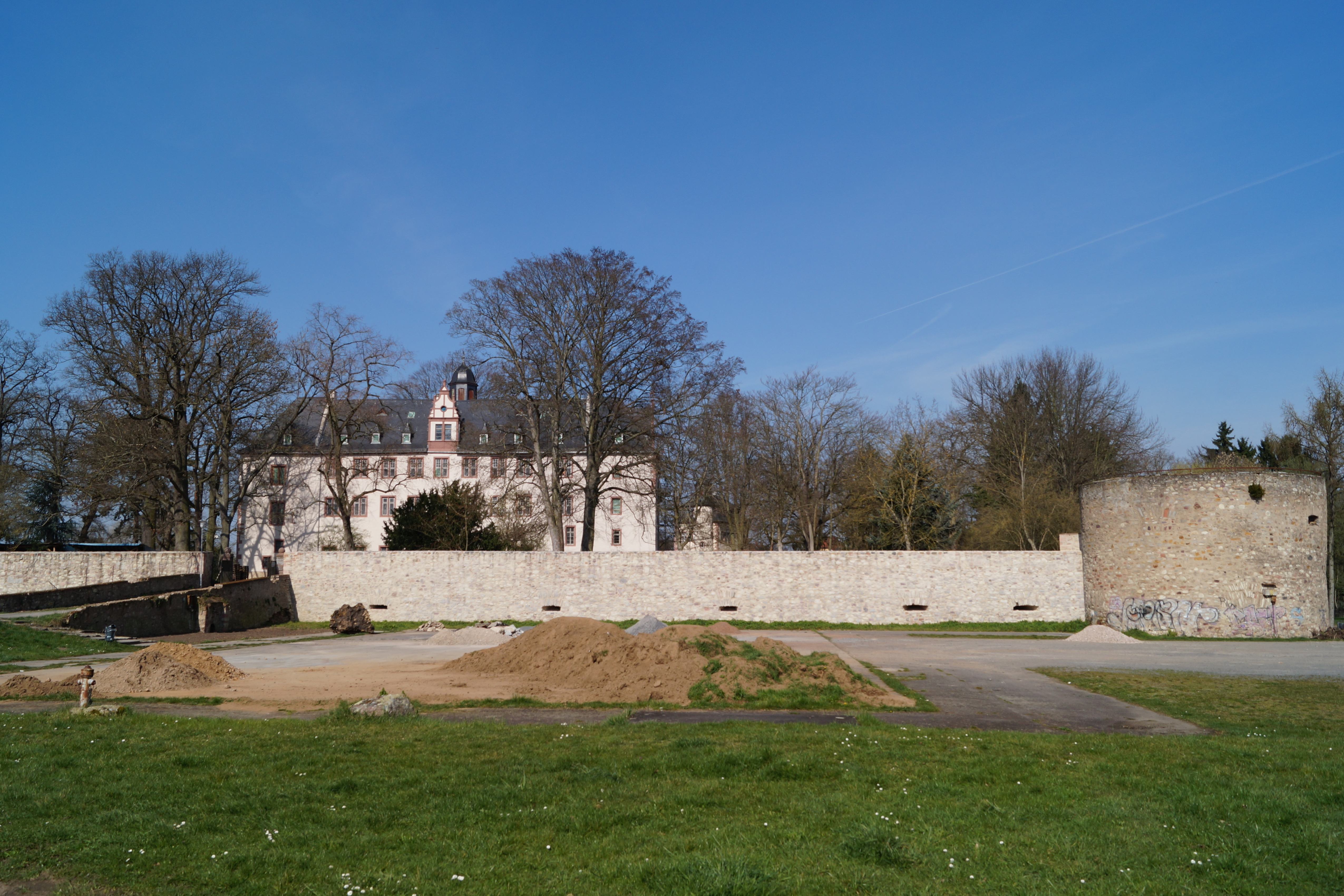
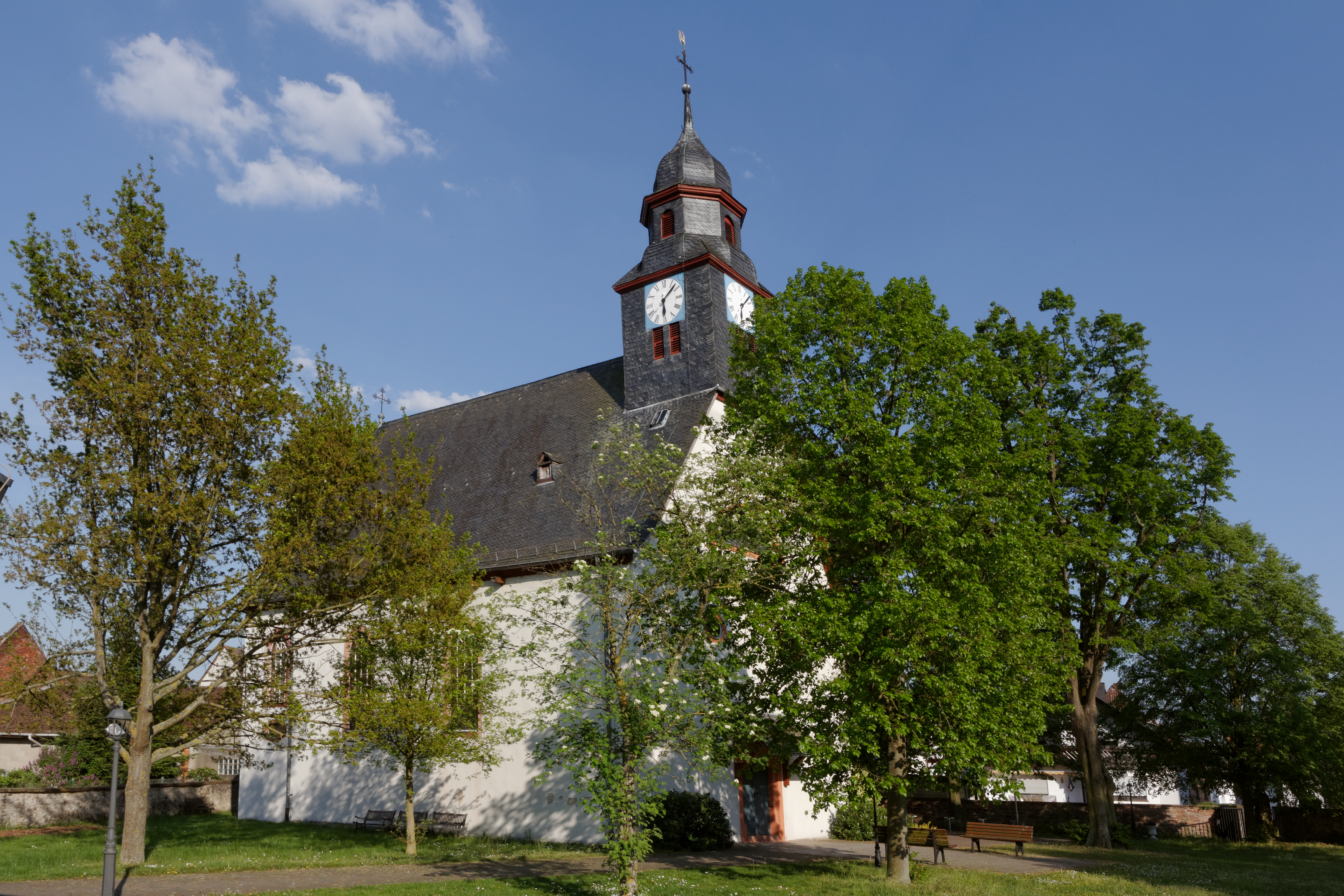
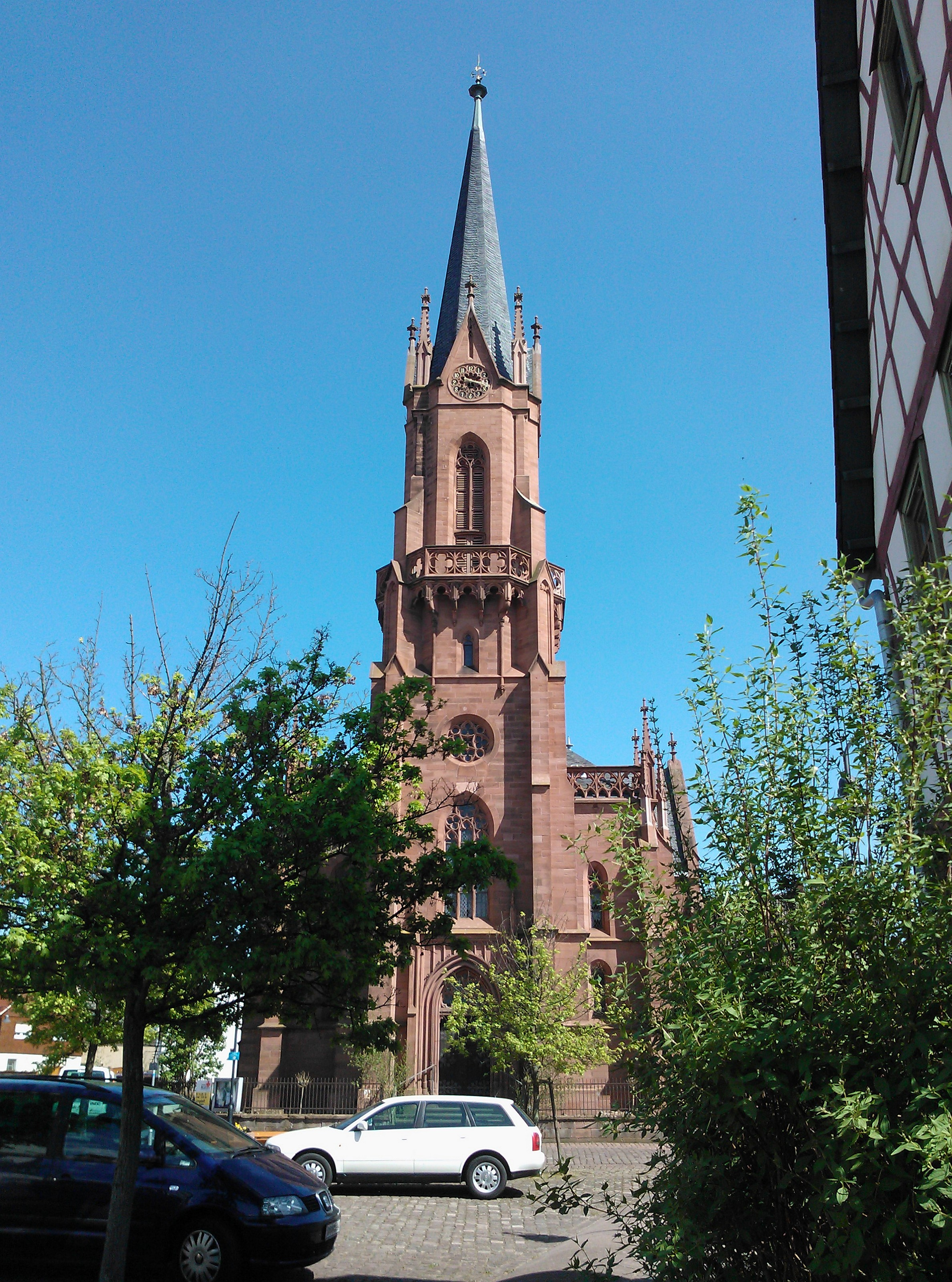
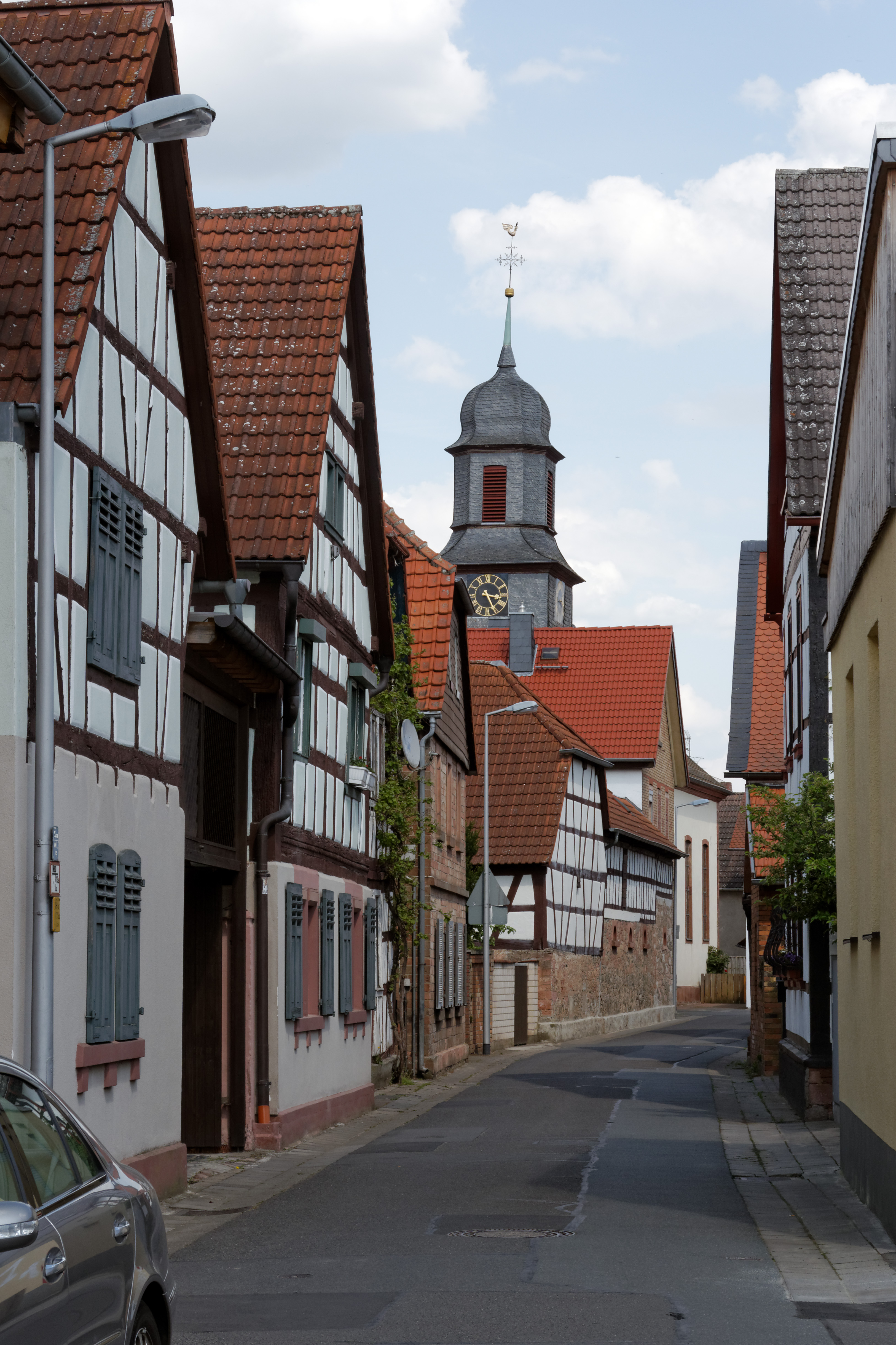
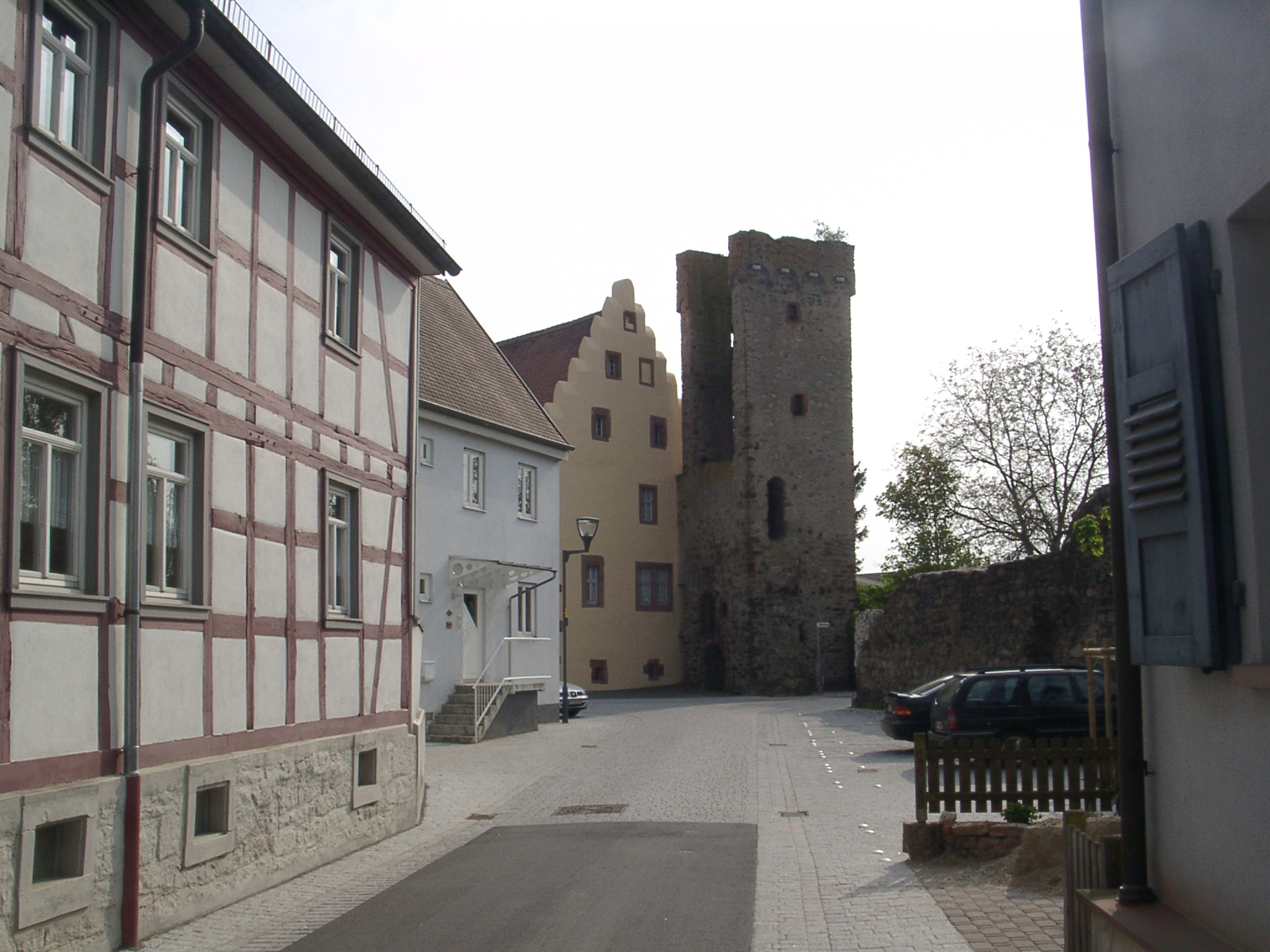
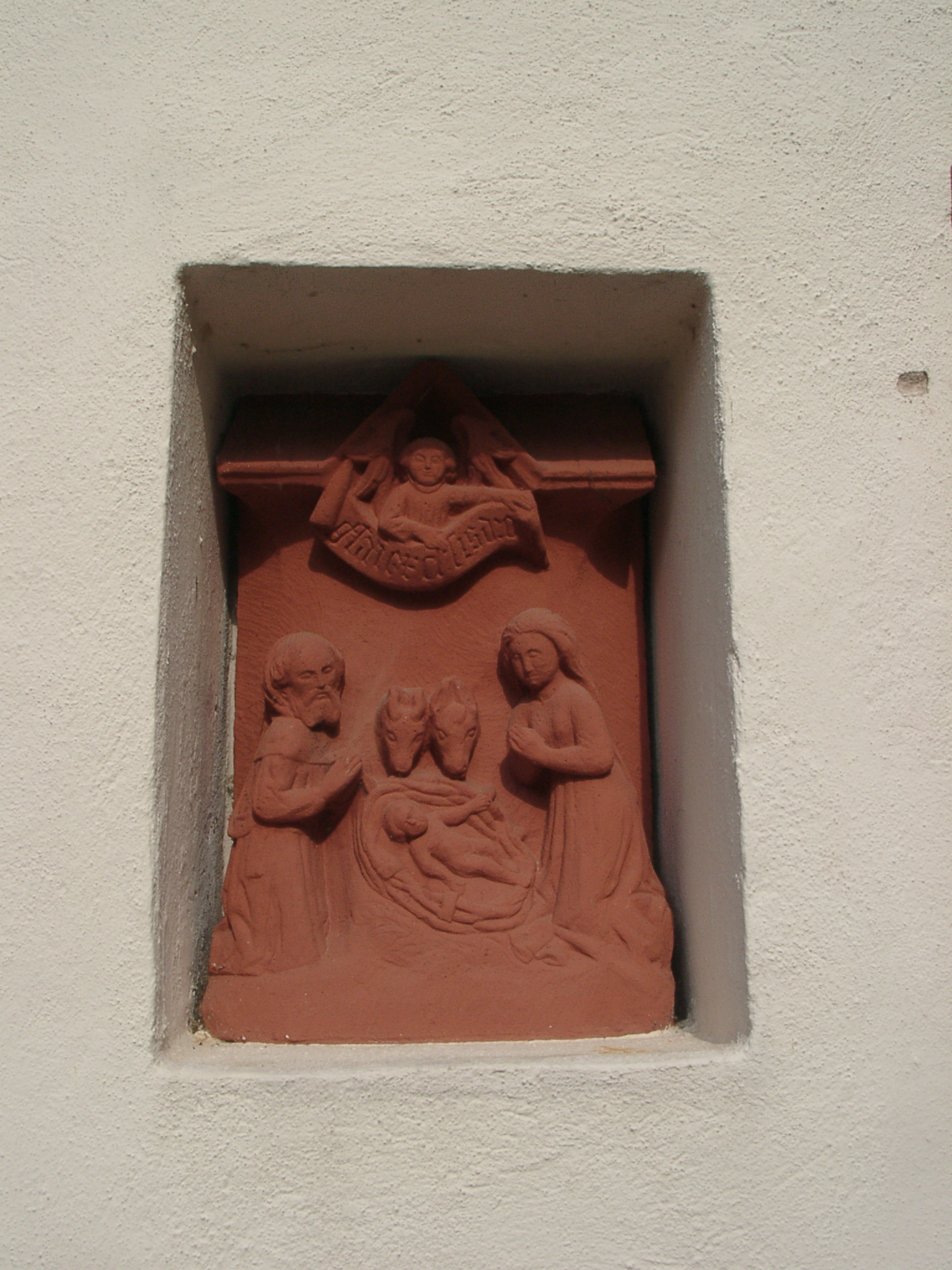
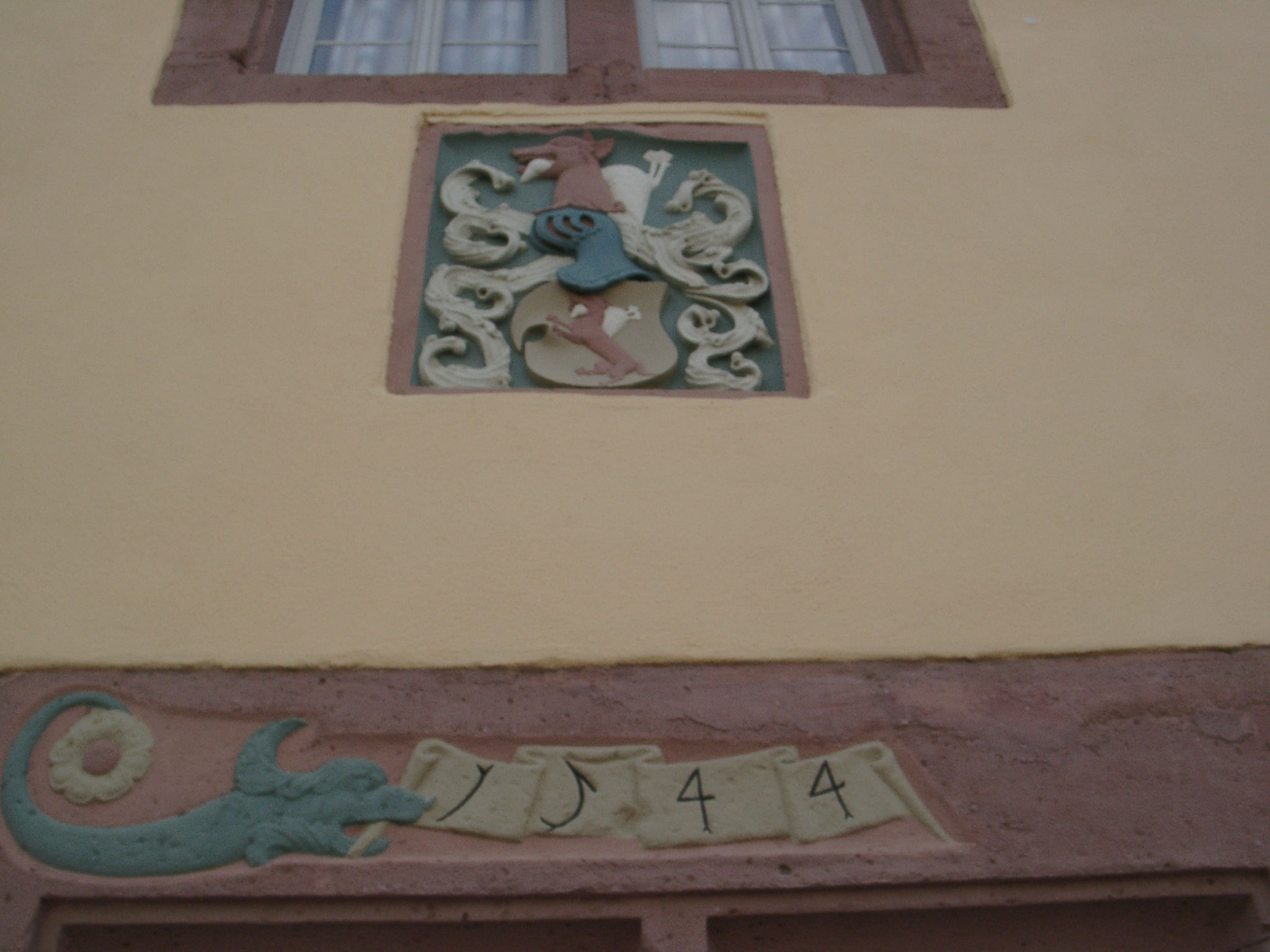

## Népesség
A település népességének változása:
| Lakosok száma | 16 659 | 16 834 | 16 920 | 17 409 | 17 579 |
|               | 2017   | 2019   | 2021   | 2022   | 2023   |